# Đại học Silla
Đại học Tân La hay Đại học Silla (신라대학교) là một trường đại học ở Hàn Quốc. Đại học Tân La nằm ở khu Sa Thượng (사상구) là một trường tư lập, trước kia là trường nữ sinh, kể từ năm 2001 đã mở rộng cho cả nam và nữ. Cơ sở Giáo dục Parkyoung dã được thiết lập bởi Young-Taek Park, và đã được khai trương năm 1954 với tên Cao đẳng Nữ sinh Busan, tiền thân của Đại học Silla ngày nay. Hae-Gon Park đã tiếp tục công việc của Young-Taek Park và phát triển trường này thành trường cao đẳng với khóa học 4 năm gọi là Cao đẳng Nữ sinh Pusan. Tháng 11 năm 1997, trường đã được chuyển thành trường nam nữ học chung và được đổi tên thành Đại học Silla. Năm 2000, trường được xếp hạng trong các trường tốt năm 1999 của Bộ giáo dục Hàn Quốc.